# Ironi Tiberias FC
El Ironi Tiberias FC (en hebreo: עירוני טבריה‎) es un equipo de fútbol de Israel que juega en la Liga Premier de Israel, la primera división nacional.

## Historia
Fue fundado en el año 2001 en la ciudad de Tiberias con el nombre Hapoel Galil Tahton/Tiberias luego de la fusión de los equipos Beitar Tiberias y Hapoel Mo'atza Ezorit Galil Tahton.
Luego de terminar de subcampeón de la Liga Bet en la temporada 2006/07 cambiaría su nombre por el de Ironi Tiberias FC luego de lograr el ascenso en la ronda de playoff a la Liga Alef. Luego de varias temporadas lograría la clasificación al playoff en la temporada 2010/11 donde sería eliminado en la primera ronda por el Hapoel Asi Gilboa. En la siguiente temporada el club sería subcampeón de la Liga Alef pero no lograría la clasificación a los playoffs ya que solo se le daría el ascenso al Hapoel Asi Gilboa.
Nuevamente el club terminó en segundo lugar de la temporada 2013–14 y clasificó al playoff de ascenso, donde vencería al Maccabi Daliyat al-Karmel, Hapoel Migdal HaEmek y al Hapoel Azor, por lo que enfrentaría al Hapoel Katamon Jerusalem por el ascenso. El Tiberias ganaría 5–1 en el marcador global (3–0, 2–1), y lograría el ascenso a la Liga Leumit de fútbol. Sin embargo, el club descendería de la Liga Leumit luego de una temporada.
Luego de regresar a la segunda división terminaría en segundo lugar, con lo que consiguió el ascenso a la Liga Premier de Israel por primera vez en su historia.